# Nyamutobo
Nyamutobo är ett periodiskt vattendrag i Burundi.   Det ligger i provinsen Gitega, i den centrala delen av landet, 70 km öster om huvudstaden Bujumbura.
I omgivningarna runt Nyamutobo växer huvudsakligen savannskog. Runt Nyamutobo är det tätbefolkat, med 276 invånare per kvadratkilometer.